# Defección
Defección (del latín defectio, derivado de defectum, supino de deficere, faltar) es la acción de separarse con deslealtad uno o más individuos de la causa o partido a la que pertenecen.
Constituye también la acción de separarse un Estado de la alianza que tenía contraída con otro, ya para dejarle solo en el trance de la guerra, ya para abrazar abiertamente el partido de sus contrarios. 
La opinión general es que la palabra defección envuelve la idea de traición, que la ha considerado como un acto de deslealtad y de perfidia; no siendo de esta opinión Francisco de Paula Mellado en su Enciclopedia moderna.
Tratándose de tropas, define Almirante la defección como «conjuración, sublevación, sedición, dirigida a vender la causa por la que se combate, ya arrojando las armas, o pasándose con ellas al enemigo»
La defección era frecuente cuando los ejércitos se componían en gran parte de tropas mercenarias extranjeras, y no es rara tampoco en las guerras civiles, pero no se concibe en los ejércitos de reclutamiento nacional, y cuando se comete reviste el carácter de traición.
La Iglesia Católica considera el término defección para aquellos individuos que, habiendo sido bautizados católicos, abandonan la fe cristiana mediante un acto formal ante la autoridad eclesiástica competente.